# Grã-Bretanha nos Jogos Olímpicos de Inverno de 1956
A Grã-Bretanha competiu nos Jogos Olímpicos de Inverno de 1956, realizados em Cortina d'Ampezzo, Itália.